# Funky Flag
『Funky Flag』（ファンキー・フラッグ）は、鈴木雅之16枚目のアルバム。2019年3月13日にEpic Recordsからリリースされた。

## 解説
『dolce』以来約2年8か月ぶりとなる、全曲に別々のプロデューサーをたてた新しい試みのアルバムで、鈴木雅之自身がセルフ・プロデュースを手掛けた2曲も収録されている。初回限定盤には特別映像が収録されたDVDが同梱されている。
4月6日から本作を引っ提げての全国ツアー『masayuki suzuki taste of martini tour 2019 "Funky Flag Love Parade "』が開催された。

## 収録曲

### Disc1：CD
1. Love Parade
  - 作詞：鈴木雅之　作曲：鈴木雅之・大坪稔明　編曲：大坪稔明
  - Produced by 鈴木雅之
2. 愛のFunky Flag
  - 作詞：森雪之丞、作曲・編曲：布袋寅泰
  - Produced by 布袋寅泰
  - TBS系テレビ「ひるおび!」3月度エンディングテーマ[1]
3. シークレット・ブギー
  - 作詞：松尾潔、作曲：松尾潔・豊島吉宏、編曲：Maestro-T
  - Produced by 松尾潔
  - NHKラジオ「ラジオ深夜便2・3月深夜便のうた」[5]
4. ラブ・ドラマティック feat. 伊原六花 （Funky Flag Version）
  - 作詞・作曲：水野良樹、編曲：本間昭光
  - Produced by 本間昭光
  - 39作目のシングル曲。TVアニメ「かぐや様は告らせたい〜天才たちの恋愛頭脳戦〜」OPテーマ[1]
5. スクランブル交差点
  - 作詞：堀込高樹、作曲・編曲：冨田恵一
  - Produced by 冨田恵一
6. Turn off the light
  - 作詞：松井五郎、作曲：安部恭弘、編曲：下野ヒトシ
  - Produced by 鈴木雅之
  - TBS系テレビ「噂の!東京マガジン」4月度 - 6月度エンディングテーマ[6]
7. BAZOOKA
  - 作詞・作曲・編曲：西寺郷太
  - Produced by 西寺郷太 （NONA REEVES）
8. どんすた
  - 作詞：いとうせいこう、作曲・編曲：金子隆博
  - Produced by 萩原健太
9. デリケートな嘘
  - 作詞・作曲：高見沢俊彦、編曲：高見沢俊彦with鎌田雅人
  - Produced by 高見沢俊彦（THE ALFEE）
10. ぼくについておいで
  - 作詞：佐藤博・真沙木唯、作曲：佐藤博、編曲：鳥山雄司
  - Produced by 鳥山雄司
  - 劇場版アニメーション作品「ダヤンとタマと飛び猫と 〜3つの猫の物語〜（ダヤンとジタン）」主題歌[7]
11. Sugar Pie Honey Bunch Marching Band
  - 作詞・作曲・編曲：小西康陽
  - Produced by 小西康陽

### Disc 2：DVD 初回生産限定盤のみ
1. 愛のFunky Flag（鈴木雅之×布袋寅泰）レコーディング・メイキング
2. Live Digest（DJ III 2017 tour）
3. 違う、そうじゃない（DJ III 2017 tour）
4. め組のひと（DJ III 2017 tour）